# 台視晚間新聞
《台視晚間新聞》（英語：TTV EVENING NEWS）是臺灣電視公司的招牌新聞節目，亦是台灣電視史上最悠久的新聞節目，也是台灣由電視正式開播以來唯一至今仍然播出的節目。
現任平日主播為林益如，週末主播為鄔凱雯、劉宜函。

## 概要
台視正式開播之初，三節的新聞報導（12:40~13:00、20:00~20:15、22:55~23:00）皆無正式節目名稱，午間和收播前兩個檔次稱作《新聞、氣象報告》，而晚間八時的檔次則稱作《新聞報導》，由梁興國、李文中等人播報。中視開播之後，台視20時的新聞報導移至19時播報。中視與華視開播後皆於19時30分至20時設置新聞報導節目，台視19時的新聞報導遂改稱為《台視新聞》。1973年12月1日起，因行政院新聞局之令，台視、中視、華視每日晚間的新聞報導統一於19時30分開播，自此逐漸形成《晚間新聞》之名稱；報紙逐漸開始稱此時段的新聞為《晚間新聞》，並在前面冠上电视台名稱；但在報紙的電視節目表上仍以《新聞、氣象》刊登，而台視在此時節目的開場標題也仍然使用《台視新聞》。直至1990年代後，台視才在片頭打上《台視晚間新聞》。
《台視晚間新聞》原先由記者與播報員輪播，直到1981年11月30日因台視新聞建立主播制度而由盛竹如擔任主播。自此，節目與播報人員皆形成固定格局。

## 沿革
- 1981年11月30日，《台視晚間新聞》分成〈國內外新聞〉、〈電視評論〉、〈氣象時間〉等三節，採取主播制度；〈氣象時間〉由中央氣象局專家蘇光鑑和台視生活資訊節目《點線面》女主持人王羽共同主持。
- 1982年5月7日，《台視晚間新聞》率先播出「警方偵破土地銀行古亭分行搶案」新聞，記者張繼正同時訪問到該案嫌犯李師科，收視率達到58.1%，是台灣電視新聞史上最高紀錄。
- 1984年5月6日，盛竹如播完《台視晚間新聞》之後，從此未在主播檯上露面；顧安生接任《台視晚間新聞》主播。
- 1986年3月3日，《台視晚間新聞》啟用電腦繪圖機。
- 1989年4月，顧安生升任台視副總經理後請辭《台視晚間新聞》主播的工作，由台視新聞部採訪組組長李四端接任《台視晚間新聞》主播，當時《台視晚間新聞》的播報現場就是台視新聞部的大辦公室。[3]
- 1989年6月4日，中國北京市發生天安門事件，當日的《台視晚間新聞》延長播出60分鐘（至20時收播）。
- 1991年1月16日，波斯灣戰爭開戰，台視新聞同日立即安排記者前往戰地採訪，總計於波斯灣戰爭期間派出5組記者、總計14人次，是當時台視新聞最大規模的採訪行動；波斯灣戰爭期間，《台視晚間新聞》延長播出時間為1小時。[4]
- 1991年3月20日，《台視晚間新聞》開播時間提前為每日19時整。[5]
- 1996年1月27日至1996年3月底，為因應第一次總統直選，週六《台視晚間新聞》延長為60分鐘（至20時收播）。
- 2000年，核四停建風波越演越烈，當日的《台視晚間新聞》提前於18時30分播出90分鐘進行特別報導。
- 2000年12月，民視《民視七點晚間新聞》收視率超越《台視晚間新聞》，民視總經理陳剛信切二十吋蛋糕祝賀，陳剛信承諾戰績維持一星期以上即頒發獎金新台幣三百萬元。
- 2001年1月1日，原民視新聞主播廖筱君跳槽台視，成為《台視晚間新聞》開播30餘年來首次非台視記者出身、並由他台跳槽至晚間新聞主播的第一人。台視在事前大作宣傳，又推出「看台視新聞，送汽車大獎」活動，又打出「廖筱君全新出擊」的招牌，頗有向民視挑釁的意味。廖筱君也因此次跳槽與民視爆發合約糾紛，導致廖筱君在民視新聞台主播的《民視非官方新聞》與《新聞8點檔》開天窗而被迫停播，民視憤而挖角從台視退休的盛竹如以報復台視。
- 2001年9月17日至2002年3月10日的每日18時57分至19時整，台視於《台視晚間新聞》開播前播出春水堂科技製作的Flash動畫《台視新聞 家有阿貴》，阿貴擔任《台視新聞 家有阿貴》虛擬主播；阿貴未與廖筱君同台播報《台視晚間新聞》。[6]
- 2005年7月4日，《台視晚間新聞》開始啟用3D虛擬攝影棚播報。
- 2006年至2007年12月21日，《台視晚間新聞》透過當時主播兼製作人蘇逸洪之口，打出當時口號：「台視新聞關心您，您關心的新聞在台視。」
- 2006年11月7日，本節目運用台視新聞影音資料畫面，推出每週三播映的單元〈歷史新鮮事〉，《午安您好台視新聞》假日主播陳立國負責該單元的剪輯。[7]
- 2008年6月7日至9月20日，因播出《早安家族New Star》（週六、週日18:30播出），《台視晚間新聞》假日時段改為19時27分至20時播出[8]。
- 2008年9月27日，因《早安家族New Star》停播，《台視晚間新聞》假日時段改為18時57分至20時播出。
- 2009年6月15日，《台視晚間新聞》畫面正下方開始加註當日新聞標題滾動字幕。
- 2009年12月31日，台視宣佈《台視晚間新聞》週一至週五主播劉麗惠升任台視副總經理。2010年1月1日起，原《台視晚間新聞》假日主播林益如接任《台視晚間新聞》週一至週五主播。
- 2012年1月1日，台灣宏觀電視停播《宏觀台視國語新聞》（內容為《台視晚間新聞》30分鐘版），改播《宏觀公視國語新聞》。
- 2013年12月9日起，《台視晚間新聞》於台視HD台改以高畫質播出，唯當時高畫質僅限鏡面及播報畫面部分，採訪畫面尚為標準畫質；2014年4月中旬起，在台視HD台播出的採訪帶，已逐漸改為高畫質；4月28日起正式全面以高畫質並採無帶化播出。[9]

## 節目調動
- 1990年3月21日，為因應1990年中華民國總統選舉，《台視晚間新聞》延長播出時間為60分鐘，台視新聞部採訪組總計派遣11組記者採訪本次選舉。[10]
- 1994年4月27日，中華航空140號班機在日本名古屋機場發生空難，《台視晚間新聞》提前至18時30分開播，播出90分鐘。
- 1998年12月5日，為因應三合一選舉（立法委員選舉、直轄市市長暨市議員選舉），《台視晚間新聞》提前至18時播出，播出90分鐘。
- 2012年1月22日，因播出《2012超級巨星紅白藝能大賞》，當日《台視晚間新聞》改為17時58分播出。
- 2012年11月24日，因播出《第49屆金馬獎頒獎典禮》，當日《台視晚間新聞》暫停播出。
- 2012年12月31日，因和中天娛樂台聯播跨年特別節目《2013台中跨年就是要這YOUNG》，當日本節目提前到18時播出。
- 2013年1月19日，因播出《第八屆KKBOX數位音樂風雲榜頒獎典禮》，《台視晚間新聞》播出時間為18時到18時30分播出。
- 2016年2月7日，因播出《2016超級巨星紅白藝能大賞》，當日《台視晚間新聞》改為17時57分播出。
- 2017年12月31日，因直播《2018星光璀璨迎花博 台中跨年晚會》，當日《台視晚間新聞》僅在台視新聞台播出。
- 2018年2月15日，因播出《2018超級巨星紅白藝能大賞》，當日《台視晚間新聞》改為17時58分播出。
- 2019年1月26日，因播出《第十四屆KKBOX數位音樂風雲榜頒獎典禮》，當日《台視晚間新聞》僅在台視新聞台播出。
- 2019年2月4日，因播出《2019超級巨星紅白藝能大賞》，當日《台視晚間新聞》改為17時28分播出。
- 2019年11月23日，因播出《第56屆金馬獎頒獎典禮》，當日《台視晚間新聞》僅在台視新聞台播出。
- 2019年12月31日，因播出《Shining！嗨玩台中2020跨年狂歡夜》當日《台視晚間新聞》僅在台視新聞台播出。
- 2020年1月24日，因播出《2020超級巨星紅白藝能大賞》，當日《台視晚間新聞》改為16時58分播出。
- 2020年11月21日，因播出《第57屆金馬獎頒獎典禮》，當日《台視晚間新聞》僅在台視新聞台播出。
- 2021年2月11日，因播出《2021超級巨星紅白藝能大賞》，當日《台視晚間新聞》改為16時58分播出。
- 2021年11月20日，因播出《第58屆金馬獎頒獎典禮》，當日《台視晚間新聞》僅在台視新聞台播出。
- 2021年12月2日，因播出《2021年全國性公民投票案意見發表會》（第17案），當日《台視晚間新聞》改為19時30分到20時播出。
- 2022年1月31日，因播出《2022超級巨星紅白藝能大賞》，當日《台視晚間新聞》改為17時28分播出。
- 2022年11月19日，因播出《第58屆金馬獎頒獎典禮》，當日《台視晚間新聞》僅在台視新聞台播出。
- 2023年1月21日，因播出《2023超級巨星紅白藝能大賞》，當日《台視晚間新聞》改為17時27分播出。
- 2023年11月25日，因播出《第58屆金馬獎頒獎典禮》，當日《台視晚間新聞》僅在台視新聞台播出。
- 2024年1月13日，因直播2024年台灣大選開票（15:50起），本節目改為《台視晚間新聞開票特別報導》，並延長播出時間為69分鐘（至20時06分結束）。
- 2024年2月9日，因播出《2024超級巨星紅白藝能大賞》，當日《台視晚間新聞》改為17時28分播出。

另外自2010年起，台視取得金曲獎頒獎典禮承辦，若當日為金曲獎頒獎典禮，《台視晚間新聞》僅在台視新聞台播出。

## 播出時間
| 期間           | 期間           | 週一                 | 週二                 | 週三                 | 週四                 | 週五                 | 週六                 | 週日                 |
| -------------- | -------------- | -------------------- | -------------------- | -------------------- | -------------------- | -------------------- | -------------------- | -------------------- |
| 1962年10月3日  | 1962年10月9日  | 19:00～19:15（15分） | 19:00～19:15（15分） | 19:00～19:15（15分） | 19:00～19:15（15分） | 19:00～19:15（15分） | 19:00～19:15（15分） | 19:00～19:15（15分） |
| 1962年10月10日 | 1970年2月28日  | 20:00～20:15（15分） | 20:00～20:15（15分） | 20:00～20:15（15分） | 20:00～20:15（15分） | 20:00～20:15（15分） | 20:00～20:15（15分） | 20:00～20:15（15分） |
| 1970年3月1日   | 1970年6月30日  | 19:30～20:00（30分） | 19:30～20:00（30分） | 19:30～20:00（30分） | 19:30～20:00（30分） | 19:30～20:00（30分） | 19:30～20:00（30分） | 19:30～20:00（30分） |
| 1970年7月1日   | 1973年11月30日 | 19:00～19:30（30分） | 19:00～19:30（30分） | 19:00～19:30（30分） | 19:00～19:30（30分） | 19:00～19:30（30分） | 19:00～19:30（30分） | 19:00～19:30（30分） |
| 1973年12月1日  | 1988年7月14日  | 19:30～20:00（30分） | 19:30～20:00（30分） | 19:30～20:00（30分） | 19:30～20:00（30分） | 19:30～20:00（30分） | 19:30～20:00（30分） | 19:30～20:00（30分） |
| 1988年7月15日  | 1991年4月24日  | 19:00～19:30（30分） | 19:00～19:30（30分） | 19:00～19:30（30分） | 19:00～19:30（30分） | 19:00～19:30（30分） | 19:00～19:30（30分） | 19:00～19:30（30分） |
| 1991年4月25日  | 1991年5月10日  | 19:00～19:30（30分） | 19:00～19:30（30分） | 19:00～19:30（30分） | 19:00～19:30（30分） | 19:00～19:30（30分） | 19:30～20:00（30分） | 19:30～20:00（30分） |
| 1991年5月11日  | 1992年3月15日  | 19:00～19:30（30分） | 19:00～19:30（30分） | 19:00～19:30（30分） | 19:00～19:30（30分） | 19:00～19:30（30分） | 19:00～19:30（30分） | 19:00～19:30（30分） |
| 1992年3月16日  | 1993年8月1日   | 19:00～19:40（40分） | 19:00～19:40（40分） | 19:00～19:40（40分） | 19:00～19:40（40分） | 19:00～19:40（40分） | 19:00～19:30（30分） | 19:00～19:30（30分） |
| 1993年8月2日   | 2002年10月20日 | 19:00～20:00（60分） | 19:00～20:00（60分） | 19:00～20:00（60分） | 19:00～20:00（60分） | 19:00～20:00（60分） | 19:00～19:30（30分） | 19:00～19:30（30分） |
| 2002年10月21日 | 2002年12月1日  | 19:00～19:30（30分） | 19:00～19:30（30分） | 19:00～19:30（30分） | 19:00～19:30（30分） | 19:00～19:30（30分） | 19:00～19:30（30分） | 19:00～19:30（30分） |
| 2002年12月2日  | 2005年3月4日   | 19:00～20:00（60分） | 19:00～20:00（60分） | 19:00～20:00（60分） | 19:00～20:00（60分） | 19:00～20:00（60分） | 19:00～19:30（30分） | 19:00～19:30（30分） |
| 2005年3月5日   | 2005年12月24日 | 19:00～20:00（60分） | 19:00～20:00（60分） | 19:00～20:00（60分） | 19:00～20:00（60分） | 19:00～20:00（60分） | 19:00～20:00（60分） | 19:00～20:00（60分） |
| 2005年12月25日 | 2006年2月5日   | 19:00～20:00（60分） | 19:00～20:00（60分） | 19:00～20:00（60分） | 19:00～20:00（60分） | 19:00～20:00（60分） | 19:00～20:00（60分） | 19:00～19:30（30分） |
| 2006年2月6日   | 2008年6月1日   | 19:00～20:00（60分） | 19:00～20:00（60分） | 19:00～20:00（60分） | 19:00～20:00（60分） | 19:00～20:00（60分） | 19:00～19:30（30分） | 19:00～19:30（30分） |
| 2008年6月2日   | 2008年9月21日  | 19:00～20:00（60分） | 19:00～20:00（60分） | 19:00～20:00（60分） | 19:00～20:00（60分） | 19:00～20:00（60分） | 19:30～20:00（30分） | 19:30～20:00（30分） |
| 2008年9月22日  | 2022年2月24日  | 18:58～20:00（62分） | 18:58～20:00（62分） | 18:58～20:00（62分） | 18:58～20:00（62分） | 18:58～20:00（62分） | 18:57～20:00（63分） | 18:57～20:00（63分） |
| 2022年2月25日  | 2022年4月6日   | 18:58～19:59（61分） | 18:58～19:59（61分） | 18:58～19:59（61分） | 18:58～19:59（61分） | 18:58～19:59（61分） | 18:57～20:00（63分） | 18:57～20:00（63分） |
| 2022年4月7日   | 2022年4月17日  | 18:58～20:00（62分） | 18:58～20:00（62分） | 18:58～20:00（62分） | 18:58～20:00（62分） | 18:58～20:00（62分） | 18:57～20:00（63分） | 18:57～20:00（63分） |
| 2022年4月18日  | 2023年7月24日  | 18:58～19:59（61分） | 18:58～19:59（61分） | 18:58～19:59（61分） | 18:58～19:59（61分） | 18:58～19:59（61分） | 18:57～20:00（63分） | 18:57～20:00（63分） |
| 2023年7月25日  | 2023年11月17日 | 18:58～20:00（62分） | 18:58～20:00（62分） | 18:58～20:00（62分） | 18:58～20:00（62分） | 18:58～20:00（62分） | 18:57～20:00（63分） | 18:57～20:00（63分） |
| 2023年11月20日 | 2024年7月18日  | 18:58～19:59（61分） | 18:58～19:59（61分） | 18:58～19:59（61分） | 18:58～19:59（61分） | 18:58～19:59（61分） | 18:57～20:00（63分） | 18:57～20:00（63分） |
| 2024年7月19日  | 至今           | 18:58～20:00（62分） | 18:58～20:00（62分） | 18:58～20:00（62分） | 18:58～20:00（62分） | 18:58～20:00（62分） | 18:57～20:00（63分） | 18:57～20:00（63分） |

## 歷任主播
新聞報導
| - 平日 - 記者或播音員輪播（1962年10月3日－1981年11月29日） - 盛竹如（1981年11月30日－1984年5月6日） - 記者群輪播（1984年5月7日－1984年5月21日） - 顧安生（1984年5月22日－1989年4月21日） - 李惠惠、陳景怡（1987年7月1日－1989年4月21日；每月與顧安生搭檔輪播） - 李四端（1989年4月24日－1997年1月9日） - 記者群輪播（1997年1月10日－1997年11月21日） - 戴忠仁（1997年11月24日－2000年12月31日） - 廖筱君（2001年1月1日－2003年1月17日） - 石怡潔（2003年1月20日－2004年6月26日；同時兼任週六主播） - 李偉國、劉麗惠（雙主播，2004年6月28日－2004年10月22日） - 蘇逸洪（2004年10月25日－2007年12月21日） - 劉麗惠（2007年12月24日－2009年12月24日） - 林益如（2009年12月25日－現任） | - 週末 - （1962年10月6日－1989年4月16日） - 記者群輪播（1989年4月22日－2004年6月27日，曾在1999年為雙主播播報） - 石怡潔（2004年7月3日－2007年8月12日） - 林益如（2007年8月18日－2007年10月20日） - 劉麗惠（2007年10月21日－2008年5月4日） - 林益如（2008年5月10日－2009年12月27日） - 劉孟竹（2010年1月2日－2011年1月30日） - 歐懿慧（2011年2月5日－2011年10月9日） - 鄔凱雯（週六，2011年10月15日－2011年11月26日） - 歐懿慧（週日，2011年10月16日－2012年1月1日） - 林家琪（週六，2011年12月3日－2011年12月31日） - 林家琪（2012年1月7日－2014年3月30日） - 鄔凱雯（2014年4月5日－2016年8月） - 劉宜函、鄔凱雯（2016年8月－至今；週末輪播） |

體育新聞
- 傅達仁
- 白詩禮
- 鄧國雄
- 隨安德
- 侯行瑋
- 李偉國
- 劉善群
- 梅聖旻
- 蔣任

氣象預報
- 任立渝（1993年10月10日－1997年3月6日）
- 熊臺玉（1997年3月24日－2007年11月4日）
- 王軍凱（2008年5月5日－現任）

## 特色播報

### 雙十國慶「大蛋糕式」
往年《台視晚間新聞》在中華民國國慶時皆延長為一小時，並動員多位記者在攝影棚內接替播報新聞；記者群之播報檯往年幾乎都以大圓圈的方式圍繞著當家主播，宛如一個蛋糕上面插上許多蠟燭般，故稱為「大蛋糕式」播報。此播報模式一直使用至1998年。
- 歷年雙十國慶播報陣容：
  - 1981年：張繼正
  - 1982年：盛竹如
  - 1983年：盛竹如
  - 1984年：顧安生
  - 1985年：顧安生
  - 1986年：顧安生、李四端、劉忠繼、張雅琴
  - 1987年：顧安生、李四端、劉忠繼、胡佳君、張雅琴
  - 1988年：顧安生、李四端、劉忠繼、戴忠仁、劉麗惠、方念華、胡佳君、張雅琴、阮淑祥、隋安德、陳昭如、鄭曉華、方怡文、楊秀娟
  - 1989年：李四端、陳景怡、劉忠繼、戴忠仁、劉麗惠、方念華、胡佳君、烏凌翔、阮淑祥、隋安德、陳昭如、鄭曉華、方怡文、楊秀娟、張菁菁、陳偉之
  - 1990年：李四端、李惠惠、陳景怡、葉樹姍、劉忠繼、彭文正、張雅琴、烏凌翔、劉玉嘉、阮淑祥
  - 1991年：李四端、白詩禮、李惠惠、葉樹姍、彭文正、鄧國雄、張雅琴、盧秀芳、陳昭如
  - 1992年：李四端、白詩禮、李惠惠、葉樹姍、劉忠繼、劉麗惠、方念華、葉淑芬、盧秀芳、陳昭如
  - 1993年：李四端（總統府前現場）、劉忠繼（高雄市立文化中心現場）、白詩禮、劉麗惠
  - 1994年：李四端、李惠惠
  - 1995年：李四端
  - 1996年：李四端
  - 1997年：李惠惠、白詩禮、戴忠仁、劉忠繼、劉麗惠、方念華、李傳慧、李偉國
  - 1998年：戴忠仁、趙心屏、李偉國、劉麗惠、李傳慧、汪用和、余佳璋、黃明明、劉善群、李弘敏、鮑秉忠

### 戶外播報
1989年6月2日至6月6日，中國國民黨第十三屆二中全會（中國國民黨第十三屆中央委員會第二次全體會議及中央評議委員第二次會議）在陽明山中山樓舉行，《台視晚間新聞》於6月3日至6月5日首次以「第二現場」方式在中國文化大學校內設置戶外播報現場，李惠惠現場播報當日二中全會新聞。
1993年10月10日，《台視晚間新聞》於總統府前設置戶外播報現場，李四端於總統府前播報中華民國82年國慶新聞，當時尚分為台北棚內、總統府現場及高雄市立文化中心現場。而第一次全時段戶外播報則為2000年6月5日，戴忠仁於高雄市西子灣現場。在蘇逸洪時期，《台視晚間新聞》皆有多次戶外播報之紀錄。
- 歷次《台視晚間新聞》戶外播報紀錄

| 日期           | 主播            | 播報現場                         | 備註                                                   |
| -------------- | --------------- | -------------------------------- | ------------------------------------------------------ |
| 1993年10月10日 | 李四端          | 總統府前介壽路（今凱達格蘭大道） | 尚有台北棚內（劉麗惠）及高雄市立文化中心現場（劉忠繼） |
| 1998年2月11日  | 戴忠仁          | 高雄市愛河河畔                   | 同時出動SNG車於中正紀念堂連線報導                      |
| 2000年6月5日   | 戴忠仁          | 高雄市西子灣                     |                                                        |
| 2001年2月14日  | 廖筱君          | 基隆市奠祭宮廟口夜市             |                                                        |
| 2001年3月2日   | 廖筱君          | 高雄縣內門鄉紫竹寺               |                                                        |
| 2004年7月23日  | 李偉國          | 宜蘭國際童玩節現場               | 與台北棚內（劉麗惠）搭檔                               |
| 2006年2月10日  | 蘇逸洪          | 高雄市愛河河畔元宵燈會           |                                                        |
| 2006年3月24日  | 蘇逸洪          | 台中縣大甲鎮瀾宮                 |                                                        |
| 2006年3月31日  | 蘇逸洪          | 桃園縣大溪鎮                     |                                                        |
| 2006年5月1日   | 蘇逸洪          | 屏東縣東港鎮東隆宮               |                                                        |
| 2006年7月21日  | 熊臺玉 （氣象） | 台北世貿熱氣球上                 |                                                        |
| 2006年3月24日  | 蘇逸洪          | 台中縣大甲鎮瀾宮                 |                                                        |
| 2006年10月27日 | 蘇逸洪          | 雲林台灣咖啡節現場               |                                                        |
| 2007年3月30日  | 蘇逸洪          | 高雄市夢時代購物中心現場         |                                                        |
| 2008年2月21日  | 劉麗惠          | 苗栗縣竹南鎮慈裕宮               | 現場施放𪹚龍與炸邯鄲                                   |
| 2009年2月7日   | 林益如          | 苗栗縣竹南鎮慈裕宮               |                                                        |
| 2010年2月6日   | 林益如          | 苗栗縣明德水庫                   |                                                        |
| 2011年7月23日  | 林益如          | 彰化縣芳苑鄉王功                 |                                                        |
| 2013年5月4日   | 林益如          | 屏東縣東港鎮                     |                                                        |
| 2013年5月19日  | 林家琪          | 苗栗縣頭份鎮                     |                                                        |
| 2014年5月10日  | 鄔凱雯          | 苗栗縣頭份鎮                     |                                                        |
| 2018年10月27日 | 鄔凱雯          | 苗栗縣好漾音樂會                 |                                                        |

## 事件
1989年12月6日，《台視晚間新聞》報導1989年中華民國縣市長選舉台南縣縣長選舉驗票糾紛時稱「台南縣長參選人李宗藩發表查驗第七十一開票所與永康鄉公所呈報縣選委會的票數不符......」，台南縣部分民眾紛紛打長途電話向台視抗議；台視發現錯誤後，從該日20時整起每隔十分鐘打出「台南縣選票驗票結果並無不符」字幕更正；該日晚間，台視將新聞部經理章紹曾免職，指派體育部經理廖蒼松接任新聞部經理並仍兼原職。同月7日，台視新聞部採訪組主任兼《台視晚間新聞》當家主播李四端被記過並停播一個月，採訪記者胡佳君及烏凌翔也被調差記過處分，但此人事命令還未經主管核准。
1996年9月29日19時整，由於台視播出線路不通，《台視晚間新聞》斷訊長達23分50秒，是當時台視斷訊時間最長的紀錄，也是台視新聞第一次「開天窗」；搶修後，《台視晚間新聞》延至該日19時23分50秒開播，其後節目播出時間隨之順延。事後，1996年10月16日，台視總經理莊正彥為此請辭獲准，台視副總經理李聖文升任總經理。
2013年1月16日，《台視晚間新聞》與壹電視新聞台《晚間新聞》報導一起老翁遭惡火燒死的社會案件，以近、遠距離鏡頭播送受害老翁求救及葬身火窟的過程，雖打上馬賽克，但仍可辨認受害者求救、掙扎慘叫的身影，並播送現場家屬哭喊、斥責聲。2013年5月8日，國家通訊傳播委員會以節目內容妨害兒童或少年身心健康為由，分別裁罰台視新台幣15萬元、壹電視新台幣20萬元。

## 外部連結
- 台視新聞網 （页面存档备份，存于）
- 台視新聞台的Facebook專頁
- YouTube上的台視新聞 TTV NEWS頻道